# Мазур Павло Валерійович
Павло́ Вале́рійович Ма́зур (1984—2014) — рядовий міліції, Міністерство внутрішніх справ України, учасник російсько-української війни.

## Життєпис
Народився 1984 року в місті Херсон. Закінчив навчання в Херсонському центрі освіти молоді та дорослих Херсонської міської ради, служив у лавах збройних сил. Кандидат в майстри спорту з рукопашного бою, входив до складу збірної команди України. З майбутньою дружиною познайомився 2006 року. 2010-го зіграли весілля.
З початком подій на Майдані хотів їхати до Києва — дружина ледь вмовила.
У часі війни з червня 2014-го — рядовий міліції, батальйон патрульної служби міліції особливого призначення «Херсон»; 2-га рота. Від родини приховував що пішов добровольцем.
У серпні 2014 року брав участь у боях за визволення Іловайська. Під час захоплення депо в Іловайську зламав надп'ятково-гомілковий суглоб. Але не зізнався в цьому, і ще три дні брав участь у боях. Коли вже не міг ходити, спирався на автомат.
29 серпня 2014 виходив з оточення з-під Іловайська у складі північної колони українських військ. Разом з побратимами був на пікапі Nissan, за кермом якого був Володимир Тугай. Шалений обстріл української колони почався після проходу першого кільця оточення росіян. Навколо пікапа вибухали бронемашини та мікроавтобуси, проте той зміг доїхати до пагорба неподалік Новокатеринівки, в якій були деякі українські сили. У заднє праве крило автомобіля влучила граната з підствольного гранатомета й відірвала Павлові ногу по коліно. Дмитро Пелипенко наклав джгут на ногу Павла. Пікап тим часом спустився з пагорба, в'їхав на околицю села та став паркуватися у двір. Побратими Павла деякий час вели бій, намагаючись придушити російську вогневу точку на пагорбі, врешті їм це вдалося. Бійці Збройних сил дали «Буторфанол», який одразу вкололи Мазуру для полегшення болю. Через хвилину Павло заснув і вже не прокинувся, втративши багато крові та зазнавши больового шоку.
Вдома залишились батьки; дружина Дар'я та син Олександр 2011 р.н.
5 вересня 2014 року похований у Херсоні, кладовище Геологів, меморіал пам'яті загиблих бійців АТО

## Нагороди і вшанування пам'яті
- Орден «За мужність» III ст. (посмертно) (14 листопада 2014) — за особисту мужність і високий професіоналізм, виявлені у захисті державного суверенітету та територіальної цілісності України, вірність військовій присязі[4]
- 12 лютого 2015 року на будинку по проспекту 200-річчя Херсона, 20, де мешкав Павло Мазур, встановлено меморіальну дошку на його честь[5][6].
- Його портрет розміщений на меморіалі «Стіна пам'яті полеглих за Україну» у Києві: секція 4, ряд 2, місце 4
- Вшановується 29 серпня на щоденному ранковому церемоніалі вшанування українських захисників, які загинули цього дня у різні роки внаслідок російської збройної агресії[7]
- Іловайський Хрест (посмертно)
- 20 жовтня 2018 року в Херсоні відбувся Відкритий Кубок Херсонської області з військово-спортивного багатоборства імені Павла Мазура.